# 哈恩省 (秘魯)
哈恩省（西班牙語：Provincia de Jaén），是秘魯的省份，位於該國北部卡哈馬卡大區，首府是哈恩，始建於1828年5月19日，面積5,233平方公里，2012年人口282,000，人口密度每平方公里53.89人。